# Nór
Según los textos antiguos y sagas nórdicas, Nór (también Nori) fue el primer legendario monarca nórdico de Escandinavia cuyo nombre es un epónimo como fundador de Noruega, padre de Raum el Viejo y por lo tanto antecesor de futuros caudillos de los reinos vikingos de Noruega.

## Hversu Noregr byggdist
En el relato Hversu Noregr byggdist ('Como Noruega fue habitada') se cita a Nór como hermano de Gór y la princesa Gói ('nieve fina'), todos ellos hijos de Thorri, rey de Götaland, Kvenland y Finlandia, por lo tanto nieto de otro legendario rey llamado Snær ('nieve').

## Chronicon Lethrense
La Crónica de Lejre (Chronicon Lethrense) cita al rey Ypper de Upsala y sus tres hijos llamados Dan, quien posteriormente gobernaría Dinamarca, Nór (Nori), que haría lo propio en Noruega y Østen, que gobernaría a los suecos. 